# Веселотарасівська сільська рада
Веселотарасівська сільська рада — орган місцевого самоврядування у Лутугинському районі Луганської області. Адміністративний центр сільради — село Весела Тарасівка.

## Розташування
Веселотарасівська сільська рада розташована в центральній частині Луганської області, в північному напрямі від районного центру міста Лутугино.

## Загальні відомості
Веселотарасівська сільська рада утворена в 1920 року. Населення — 1666  осіб.
Загальна територія Веселотарасівської сільської ради — 8776 га.

## Населені пункти
Сільській раді підпорядковані 2 населені пункти.
| № | Назва населеного пункту | Населення | Площа, км² | Густота населення | Дата заснування |
| - | ----------------------- | --------- | ---------- | ----------------- | --------------- |
| 1 | с. Весела Тарасівка     | 1 368     | 8,697      | 157,3             | 1918            |
| 2 | с. Гайове               | 298       | 0,79       | 377,22            | 1920            |

## Склад ради
Рада складається з 18 депутатів та голови.

## Керівний склад ради
| ПІБ                    | Основні відомості                                              | Дата обрання | Дата звільнення |
| ---------------------- | -------------------------------------------------------------- | ------------ | --------------- |
| Принь Олена Миколаївна | Сільський голова, 1956 р.н., освіта вища, член Партії регіонів | 26.03.2006   | 31.10.2010      |
| Принь Олена Миколаївна | Сільський голова, 1956 р.н., освіта вища, член Партії регіонів | 31.10.2010   |                 |

Примітка: таблиця складена за даними джерела

## Депутатський склад
До ради обрані представники трьох партій та самовисуванці.
| № | Суб'єкт висування           | Кількість обраних депутатів | %    |
| - | --------------------------- | --------------------------- | ---- |
| 1 | Партія регіонів             | 10                          | 55,6 |
| 2 | Сильна Україна              | 4                           | 22,2 |
| 3 | Комуністична партія України | 2                           | 11,1 |
| 4 | Самовисування               | 2                           | 11,1 |

| Списовий Андрій Андрійович (КПУ)   | Гетьманський Павло Анатолійович (СУ)     | Левіна Тетяна Каролівна (ПР)    | Малахова Людмила Анатоліївна (ПР) |
| Циганенко Костянтин Павлович (КПУ) | Гетьманський Станіслав Анатолійович (СУ) | Цибуліна Тетяна Миколаївна (ПР) | Івасенко Павло Миколайович (ПР)   |
| Котова Юлія Володимирівна          | Засядьволк Євгенія Юрівна (ПР)           | Ясенкова Марина Василівна (ПР)  | Флис Надія Дмитрівна (ПР)         |
| Вєлієв Азад Велі огли              | Прядко Галина Тимофіївна (ПР)            | Юдакова Любов Іванівна (ПР)     | Козубенко Ганна Ігорівна (ПР)     |
| Шаров Євгеній Сергійович (СУ)      | Шаров Павло Сергійович (СУ)              |                                 |                                   |

Примітка: таблиця складена за даними джерела